# Coupe du Gabon de football
La Coupe du Gabon de football aurait été créée en 1961. Toutefois le résultat de nombreuses éditions reste inconnu.

## Palmarès
- 1964 : AS Mangasport (Moanda)
- 1978 : AS Stade Mandji bat Requins du Komo
- 1979 : AS Stade Mandji bat Requins du Komo
- 1984 : FC 105 Libreville 2-1 AS Sogara
- 1985 : AS Sogara
- 1986 : FC 105 Libreville
- 1987 : USM Libreville bat Mbilinga FC
- 1988 : Vautour Mangoungou (Libreville) 1-0 Shellsport
- 1989 : Petrosport FC (Port-Gentil)
- 1990 : Shellsport (Port-Gentil)
- 1991 : USM Libreville
- 1992 : Delta Sports (Libreville) 4-0 ASMO Libreville
- 1993 : Mbilinga FC (Libreville) 2-1 (a.p.) Delta Sports (Libreville)
- 1994 : AS Mangasport (Moanda) 4-3 Petrosport FC (Port-Gentil)
- 1995 : Mbilinga FC
- 1996 : FC 105 Libreville
- 1997 : Mbilinga FC
- 1998 : Mbilinga FC 3-0 Wongosport (Libreville)
- 1999 : US Bitam 2-1 Aigles Verts (Port-Gentil)
- 2000 : Non disputée
- 2001 : AS Mangasport (Moanda) 1-0 TP Akwembé (Libreville)
- 2002 : USM Libreville 1-1 (4 t.a.b. à 2) JS Libreville
- 2003 : US Bitam 1-1 (4 t.a.b. à 3) USM Libreville
- 2004 : FC 105 Libreville 3-2 AS Mangasport
- 2005 : AS Mangasport (Moanda) 2-0 Sogéa FC
- 2006 : Delta Téléstar FC (Libreville) 3-2 FC 105 Libreville
- 2007 : AS Mangasport (Moanda) 1-0 Sogéa FC
- 2008 : USM Libreville 2-0 AS Mangasport
- 2009 : FC 105 Libreville 2-1 Sogéa FC
- 2010 : US Bitam 2-1 Missile FC
- 2011 : AS Mangasport (Moanda) 1-0 AS Pélican (Lambaréné)
- 2012 : Non disputée
- 2013 : CF Mounana 2-0 US Bitam
- 2014 : Non disputée
- 2015 : CF Mounana 2-1 AFJ Libreville
- 2016 : CF Mounana 3-0 Akanda FC
- 2017 : Non disputée
- 2018 : Non disputée[1]
- 2019 : Non disputée remplacé par une Coupe de la Ligue[2]
- 2020 : Abandonnée en raison de la pandémie de Covid-19